# 海鮮比薩

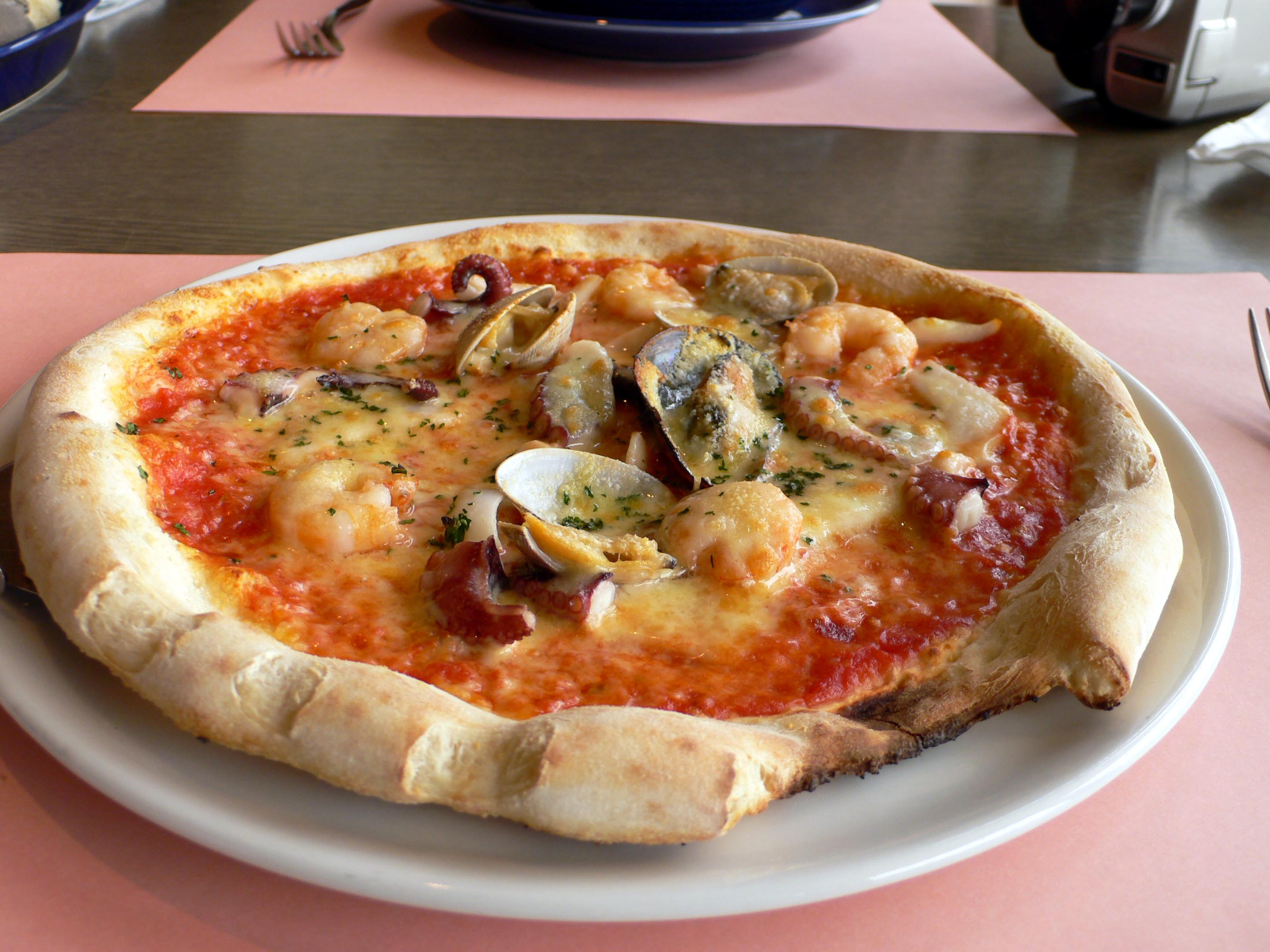
一份包含蛤蜊、蝦、和章魚的海鮮比薩

海鮮比薩是用海鮮為主要配料的的比薩餅。用於海鮮比薩的配料包括鱼（鮭魚、鮪魚、鯷魚）、貝類（蛤蜊、扇貝 、贻贝）、虾、魷魚、龙虾與海螺等，亦有使用魚漿者。配料可能是新鮮海鮮、冷凍海鮮或海鮮罐頭（如鮪魚罐頭）。

## 軼事
金氏世界紀錄中最昂貴的披薩曾為加拿大卑詩省史提夫斯頓一餐廳Steveston Pizza Co.所提供、名為「C6」的海鮮比薩，大小約30公分，售價為450加拿大元，顧客需提前一天訂購，此比薩的配料包括焗龍蝦、阿拉斯加銀鱈、奧斯特拉魚子醬、草蝦與燻鮭魚。
還有一些餐廳提供更昂貴的海鮮比薩。蘇格蘭格拉斯哥的Haggis restaurant有一款名為「Pizza Royale 007」的海鮮比薩，配料包括魚子醬、龍蝦，並覆有純金金箔，要價4200美元。。不過其尚未獲金氏世界紀錄認可。

## 圖集

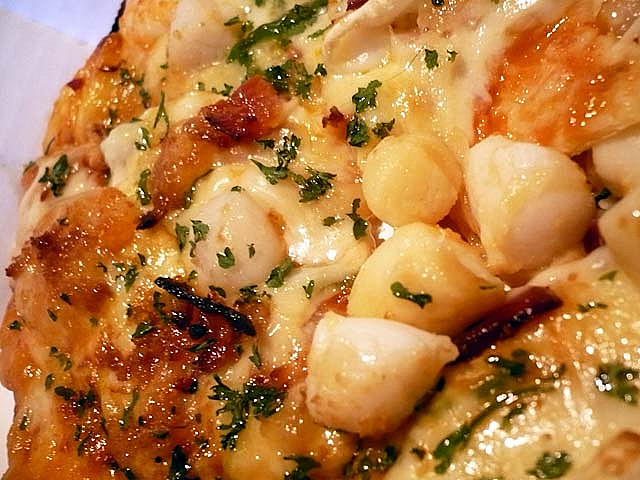
配料包括扇貝、蝦、魷、魚的海鮮披薩
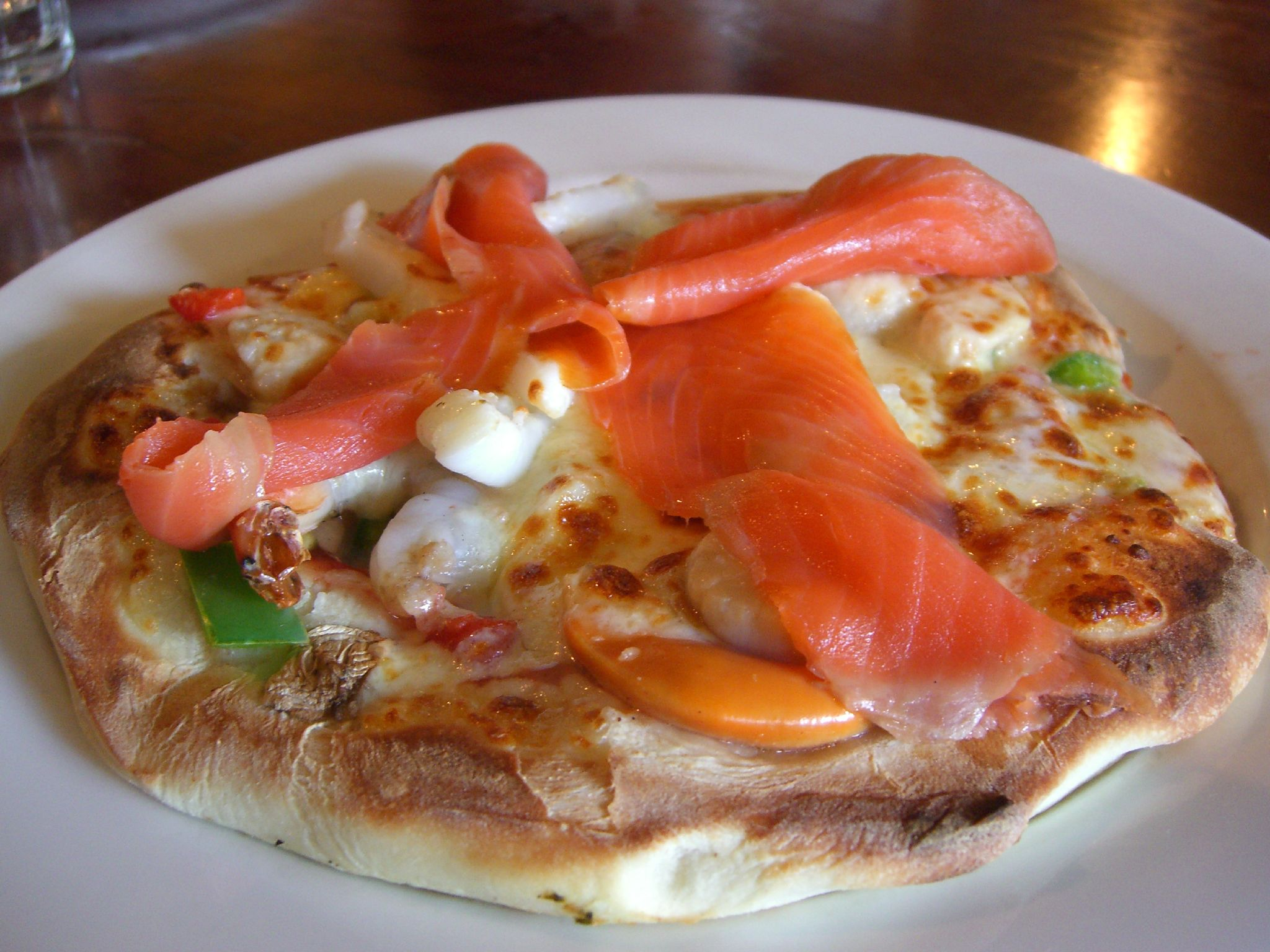
配料為鲑鱼的海鮮比薩
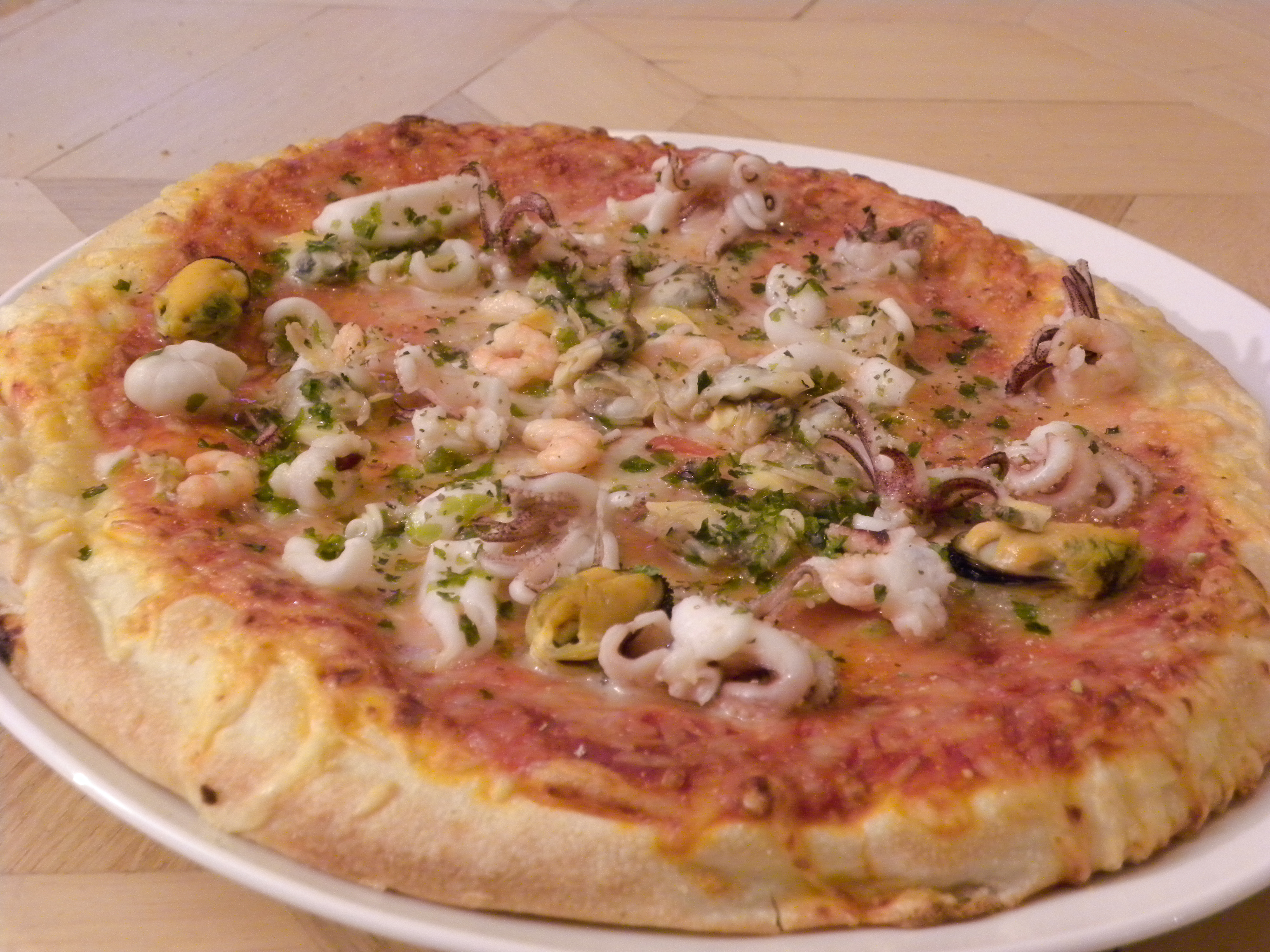
義大利海鮮比薩

## 延伸阅读
- Ann Evans, Joyce. . East Carolina University. 1986.